# Les Allumeuses
Pour les articles homonymes, voir Allumeuse.
Les Allumeuses (Schulmädchen) est une série télévisée allemande en un pilote de 42 minutes diffusé le 31 mai 2002, suivi de quatorze épisodes de 26 minutes diffusés entre le 30 janvier 2004 et le 19 août 2005 sur RTL Television.
En France, la série a été diffusée à partir du 19 décembre 2005 sur W9 puis rediffusée à partir du 19 avril 2011 sur MCM. Elle reste inédite dans les autres pays francophones.

## Synopsis
C'est l'histoire de quatre lycéennes : Cara, Laura, Stella et Lili. Elles sont belles, jeunes, sexy et s'amusent comme des folles à jouer les princesses du lycée au grand désespoir de Ramona, la rivale de Stella qui est la plus fortunée des quatre.
Cara, elle, ne pense qu'à faire la fête et coucher avec tous les garçons beaux et sexy du bahut. Laura, la plus timide des quatre, a du mal a s'intégrer mais n'hésite pas à tous les sacrifices pour ses amis ! Et enfin, Lili est la meilleure du groupe en cours mais n'est pas la plus timide, au contraire : elle dit ce que les autres pensent tout bas. Elles sont inséparables !

## Distribution

### Acteurs principaux
| Acteurs              | Personnages             | VF             | Saison(s)    |
| -------------------- | ----------------------- | -------------- | ------------ |
| Birthe Wolter        | Laura Heller            | Hélène Bizot   | Pilote + 1-2 |
| Simone Hanselmann    | Stella Morgenroth       | Elisa Bourreau | Pilote + 1-2 |
| Laura Osswald        | Cara de Boni            | Aurélie Nollet | Pilote + 1-2 |
| Jessica Franz (de)   | Lilliane « Lili » Frank | Valérie Nosrée | Pilote       |
| Saskia de Lando (de) | Lilliane « Lili » Frank | Valérie Nosrée | 1            |
| Marie Rönnebeck (de) | Lilliane « Lili » Frank | Valérie Nosrée | 2            |

### Acteurs récurrents
| Acteurs                  | Personnages     | Saison(s)    |
| ------------------------ | --------------- | ------------ |
| Arzu Bazman              | Ramona          | Pilote + 1-2 |
| Thomas Limpinsel         | Paul Heller     | Pilote + 1-2 |
| Tim Bertram              | Phillipp Heller | Pilote       |
| Constantin Gastmann (de) | Phillipp Heller | 1-2          |
| Stefan Rutz              | Herr Lenz       | 1-2          |
| Elyas M'Barek            | Alican          | 1            |
| Eralp Uzun (de)          | Alican          | 2            |
| Katharina Blaschke (de)  | Gisela Birkle   | Pilote       |
| Adele Neuhauser          | Gisela Birkle   | 1            |
| Susanne Czepl (de)       | Gisela Birkle   | 2            |
| Fabian Oscar Wien (de)   | Zig Zag         | Pilote       |
| Tom Lass (de)            | Zig Zag         | 1            |
| Isabella Jantz (de)      | Bettina         | 1-2          |

 Source et légende : version française (VF) sur RS Doublage

## Épisodes

### Hors saison (2002)
1. Pilote (Pilot)

### Première saison (2004)
1. À bas les complexes (Größer ist besser)
2. Le doux parfum des femmes (Duft der Frauen)
3. Ménage à trois (Drei sind einer zu viel)
4. Appelle-moi ! (Ruf mich an)
5. Les goûts et les couleurs (Qual der Wahl)
6. Lilli a le cafard (Der Käfermann)

### Deuxième saison (2005)
1. Les joies de la maternité (Schulmutti)
2. Deviens un mec, un vrai (Chromosom XY ungelöst)
3. Ça fait toujours ça la première fois (Poolboy und Sextoys)
4. Aimez-vous les uns les autres (Geiz ist geil)
5. La remise en question (Hilfe, ich bin lesbisch)
6. Sous le feu des projecteurs (Teppichluder)
7. De l'eau dans le gaz (Method Acting)
8. Une semaine pour convaincre (Sexdiät)

## Commentaires
La série a fait un carton en Allemagne. Diffusé le vendredi sur RTL, la chaîne leader des 14-49 ans, Les Allumeuses ont réalisé d'excellents scores d'audiences sur les 15-34 ans avec 25,9 % de part de marché en moyenne sur les six épisodes de la saison 1.